# Валютна біржа
Валютна біржа — установа, в якій на підставі чинного законодавства здійснюється регулярна й упорядкована торгівля іноземною валютою відповідно до попиту і пропозиції. Як самостійний елемент інфраструктури валютна біржа збереглася лише в деяких країнах (у ФРН, Франції), в решті цю роль виконують найбільші банки. В Україні валютними біржами є Українська міжбанківська валютна біржа в м. Києві.

## Члени
Члени валютної біржі — комерційні банки (які отримали ліцензію від центрального банку на проведення валютних операцій), інші фінансові інститути, що мають право на здійснення валютних операцій.

## Види операцій
Основні види операцій, які здійснюють на валютній біржі: 
- 1) укладання угод з членами біржі на купівлю чи продаж іноземної валюти відповідно до ринкового курсу (встановлюється на основі купівельної сили валют і коливань попиту та пропозиції);
- 2) визначення ринкових курсів іноземних валют;
- 3) здійснення розрахунків у національній та іноземній валюті відповідно до укладених на біржі угод;
- 4) проведення операцій центрального банку щодо підтримки ринкового курсу національної валюти, в т. ч. через валютну інтервенцію (значний цілеспрямований разовий вплив центрального банку на валютний ринок і валютний курс).